# Institut israélien d'arbitrage commercial
L'Institut israélien d'arbitrage commercial (IIAC) a été créé en 1991 par la Fédération des Chambres de Commerce Israéliennes. L'IIAC est considéré comme étant la plus importante institution d'arbitrage en Israël.

## Historique
La regrettée Prof. Smadar Ottolenghi, un des membres fondateurs de l'IIAC, en fut la première présidente pendant 13 ans. Le président actuel est l'honorable juge Amnon Straschnov, aujourd'hui retraité. Juge Straschov fut Président de la Cour militaire de justice dans les Territoires Occupés des districts de Judée et de Samarie (1982-1984), puis a été Procureur militaire des forces armées israéliennes (1986-1991). Pendant dix ans, juge Straschnov a été juge du tribunal de première instance de Tel Aviv. 
En plus d'être une institution arbitrale, l'IIAC offre des services de médiation. 
La liste d'arbitres et de médiateurs de l'IIAC comprend des juges retraités israéliens, des avocats, des maitres comptables, des ingénieurs et des  économistes. 
Depuis sa création en 1991 jusqu'en 2007, l'IIAC n'avait jamais réédité ses règles (les Règles Générales, écrites en Hébreu). En 2007, l'institut a adopté de nouvelles règles en anglais pour réguler les disputes ayant une dimension internationale (les Règles Internationales).
Maitre David Golan est le président du comité des règles de l'IIAC, responsable de la rédaction des Règles Générales. Maitre Eric Sherby est le principal rédacteur des nouvelles Règles Internationales. 

## Particularités des Règles Générales (Nationales)
L'absence d'un système d'appel est souvent perçue comme le plus grand défaut de l'arbitrage. Les Règles Générales de l'IIAC adressent ce problème. En 2004, les Règles Générales furent amendées et désormais donnent la possibilité aux parties de s'accorder sur un niveau d'appel. La procédure d'appel n'aurait aucun effet sur le droit des parties d'acquérir la force exécutoire de la sentence arbitrale selon le droit israélien.
L'IIAC est l'une des rares institutions arbitrales qui a adopté un système d'appel des sentences arbitrales. 

## Particularités des Règles Internationales
Les Règles Internationales de l'IIAC sont différentes de celles de la CNUCDI. Les Règles Internationales de l'IIAC prévoient que dans les cas où la convention d'arbitrage serait en anglais, sauf autre accord entre les parties, la langue dans laquelle sera conduite l'arbitrage sera l'anglais. 
L'IIAC est perçue comme étant la seule institution nationale d'arbitrage (dans un pays ou l'anglais n'est pas la langue officielle) à établir l'anglais en tant que langue par défaut. 
De manière générale, l'IIAC respecte l'accord formé avant le litige quant au choix d'avoir plusieurs arbitres, à condition que les parties fassent part de leur choix sous les plus brefs délais. 
Les Règles Internationales de l'IIAC prévoient que certaines décisions concernant les demandes de privilèges, relatives à un droit substantiel autre que le droit israélien, peuvent faire l'objet d'un appel auprès du Président de l'IIAC.